# Hugo Eckensberger
Hugo Eckensberger (* 3. Juni 1865 in Chemnitz; † 17. September 1942 in Wiesbaden) war ein deutscher Zeitungsverleger.

## Leben
Eckensberger wurde als erster Sohn und drittes Kind des Webermeisters Carl Eduard Eckensberger und dessen Gemahlin Amalie Louise, geb. Ruttloff, in Chemnitz geboren. Seine Eltern hatten am 5. April 1861 geheiratet. Ihr Sohn wurde am 18. Juni 1865 in der Kirche St. Johannis getauft. Da das Weberhandwerk insbesondere in Sachsen durch immer größere Textilfabriken verdrängt wurde, musste sein Vater seinen Beruf aufgeben und wurde Bierreisender. Eckensberger hielt sich daher seit 1886 in unterschiedlichen Städten auf, er kehrte jedoch stets in seine Heimatstadt zurück, wo er bis 1898 auch mit seinem Hauptwohnsitz gemeldet war. Zwischenzeitlich wohnte Eckensberger auch für eine längere Zeit in Leipzig (beispielsweise von 1899 bis 1908). Hier stellte er im Jahr 1904 einen Antrag auf Bürgerrecht als Kaufmann. In den Jahren 1908 und 1909 lebte er kurzfristig in Berlin.:S. 4.
Familie
Am 1. April 1889 heiratete Eckensberger Helene Voigtmann, die ebenfalls aus Chemnitz stammte. Gemeinsam hatten sie eine Tochter Elli (* 1890) und einen Sohn Hans Carl Hugo, die beide in Leipzig geboren wurden.:S. 4.

## Verleger in Braunschweig
Eckensberger kam am 13. April 1909 nach Braunschweig, wo er zunächst von Hermann Lauer in dessen Verlagshaus aufgenommen wurde. Im Jahr 1910 war es dort als Prokurist tätig und wurde am 28. November 1911 zum teilhabenden Gesellschafter der Lauer OHG. 1912 wurde im Adressbuch ein Herr R. Isenburg als Prokurist erwähnt und 1917 als Mitinhaber genannt. Dieser Verlag gab seit 1897 die Braunschweiger Zeitung Neueste Nachrichten, das unparteiische Organ für Residenz und Herzogtum Braunschweig heraus. Diese Zeitschrift wurde anfangs kostenlos ausgeliefert und erreichte eine Auflage von bis zu 55.000 Exemplaren. Ab 1923 gab Eckensberger, als Alleininhaber und Schrift- und Verlagsleiter, diese Zeitung heraus. Der Verlag wurde zwischenzeitlich am 1. Januar 1926 in eine Kommanditgesellschaft umgewandelt und der Fabrikant Gottlieb Paul Leonhardt aus Dresden wurde neben Eckensberger zum mithaftenden Gesellschafter. Die Zeitung hieß ab April 1926 Braunschweiger Neueste Nachrichten, bis Eckensberger sie auf Druck des nationalsozialistischen Regimes mit der Braunschweiger Landeszeitung vereinigen und an den Verlag Limbach abgeben musste.:S. 5.
Während des Zweiten Weltkriegs übernahm er auch die Führung des Verlages von Bernhard Thalacker, der ohne Nachfolger verwaist war. Seinen eigenen Sohn Hans hatte er bereits früh in das Verlagswesen integriert, so dass dieser seine Geschäfte nach seinem Tode fortführen konnte.
Eckensberger ließ sich 1942 wegen eines Krebsleidens in einer Privatklinik in Wiesbaden behandeln, wo er verstarb.:S. 7.